# Berthold Gockell
Berthold Gockell (* 17. Mai 1927 in Melsungen; † 29. Juli 2006 in Braunschweig) war ein deutscher Architekt und Hochschullehrer.

## Leben
Seine wissenschaftliche Laufbahn begann Berthold Gockell 1949 mit dem Studium der Architektur und anschließender Promotion zum Dr.-Ing. an der Technischen Hochschule Darmstadt. Am 7. Dezember 1965 wurde er als Ordinarius für Technischen Ausbau an die Technische Hochschule Carolo-Wilhelmina zu Braunschweig berufen. Weiterhin leitete er auch regelmäßige Kurse zum Fachgebiet an der Universität Innsbruck. Während seiner langjährigen Tätigkeit an der Technischen Hochschule Braunschweig war er in der Zeit von 1977 bis 1980 Dekan der Fakultät für Bauwesen.
Nach seiner Emeritierung am 30. September 1992 gehörte er weiterhin dem Institut für Gebäude- und Solartechnik der Technischen Hochschule Braunschweig an.

## Schriften
- Experimentelle Nutzung von Abwasser zur WC Spülung. Technische Universität Braunschweig, Braunschweig 1987. (online als PDF-Dokument mit ca. 3,6 MB)